# Chlamydomonas komma
Chlamydomonas komma là một loài tảo trong họ Chlamydomonadaceae, thuộc chi Chlamydomonas.